# Nketoana
Nketoana – gmina w Republice Południowej Afryki, w prowincji Wolne Państwo, w dystrykcie Thabo Mofutsanyane. Siedzibą administracyjną gminy jest Reitz.